# Elección al Senado de los Estados Unidos en Nueva York de 1982
La elección al Senado de los Estados Unidos en Nueva York de 1982 se llevaron a cabo el 2 de noviembre de 1982. El actual senador demócrata estadounidense Daniel Patrick Moynihan ganó la reelección para un segundo mandato.
La victoria de Moynihan lo convirtió en el primer senador que ocupa este escaño en ganar un segundo mandato desde que Irving Ives ganó su segundo y último mandato en 1952.

## Primarias Demócratas

### Candidatos

#### Nominado
- Daniel Patrick Moynihan, senador estadounidense en ejercicio desde 1977.

#### Eliminado en primaria
- Marvin Klenetsky

### Resultados
Los resultados fueron los siguientes:
|  | 85.13 % |

|  | 14.87 % |

|  | 100 % |

## Primarias Republicanas

### Candidatos

#### Nominado
- Florence M. Sullivan, asambleísta de Bay Ridge, Brooklyn.

#### Eliminado en primaria
- Muriel Siebert, agente de bolsa.
- Whitney North Seymour Jr., exfiscal federal para el distrito sur de Nueva York y senador estatal de Manhattan.

### Resultados
Los resultados fueron los siguientes:
|  | 42.37 % |

|  | 30.82 % |

|  | 26.81 % |

|  | 100 % |

## Elección general

### Resultados
Moynihan ganó la reelección con el 65,07% de los votos frente a otros tres candidatos.
|  | 62.20 % |

|  | 2.86 % |

|  | 65.07 % |

|  | 28.50 % |

|  | 3.54 % |

|  | 2.12 % |

|  | 34.16 % |

|  | 0.47 % |

|  | 0.31 % |